# Liên đoàn bóng đá Na Uy
Liên đoàn bóng đá Na Uy (tiếng Na Uy: Norges Fotballforbund) là tổ chức quản lý, điều hành các hoạt động bóng đá ở Na Uy. Liên đoàn quản lý đội tuyển bóng đá quốc gia nam và nữ, tổ chức các giải bóng đá như vô địch quốc gia và cúp quốc gia. Liên đoàn bóng đá Na Uy gia nhập FIFA năm 1908 và UEFA năm 1954.